# GT by Citroën
La GT by Citroën (a volte scritto GTbyCitroën) è un'auto sportiva che è stata presentata come una concept car il 2 ottobre 2008 al salone di Parigi. La vettura è una collaborazione tra la casa automobilistica francese Citroën e la Polyphony Digital creatrice del videogioco di simulazione automobilistica Gran Turismo.

## Il contesto
La Concept Car GT by Citroën è stata appositamente creata, progettata e realizzata per l'imminente videogioco Gran Turismo 5 ed è stata inserita tramite download nella versione più recente di Gran Turismo 5 Prologue (3,6 milioni di copie vendute). Il suo progettista ideò il progetto e lo vendette sia alla Polyphony Digital sia alla Citroën.

### Citroën
Il design esterno della vettura è stato realizzato da Takumi Yamamoto, designer giapponese del team stile della Citroën di Jean-Pierre Ploué. Takumi Yamamoto era un amico d'infanzia di Kazunori Yamauchi, direttore della Polyphony Digital e creatore della popolare serie Gran Turismo, noto anche come "GT". In base ad una intervista concessa da Yamauchi al Motor Show di Parigi 2008 lui e Yamamoto hanno iniziato a collaborare a questo progetto già nel 2003. Yamamoto convinse Jean-Pierre Ploué a presentare il suo progetto all'ufficio Citroën a Parigi, che ha accettato di avviare il processo di produzione e la fabbricazione dell'auto reale. La concept car è stata accuratamente progettata e disegnata per adattarsi a ciò che i giocatori potranno effettivamente vedere nel gioco, infatti uno degli obbiettivi era quello di tenere conto dell'ergonomia della corsa, in quanto i giocatori del videogioco la guideranno in gara e si rivedranno nei replay, è anche il veicolo più potente del momento, sostiene Yamamoto.

### Polyphony Digital
Come leader mondiale degli sviluppatori della simulazione di guida con più di 50 milioni di copie vendute dal 1998 Polyphony Digital ha collaborato nella vita reale con elaboratori e produttori di pezzi elaborati, soprattutto alla Nissan, dal gennaio 2002. Collaborazioni notevoli includono lo sviluppo di parti aerodinamiche per la Nismo Fairlady Z s-tune (2002), Nismo Skyline Coupé (2004), Amuse S2000 Street Version (2003), e la Nismo Fairlady Z (2005). La Polyphony Digital ha curato anche il design esterno della Amuse S2000 GT1 (2005) e la progettazione grafica per la squadra corse di Formula Nippon Impul Racer (2006).
La maggior parte di queste auto avevano le loro controparti virtuali presenti nel gioco Gran Turismo, sotto l'appellativo di "Concept by Gran Turismo". Alcuni pezzi sono progettati dalla Polyphony Digital stessa, come il kit aerodinamico completo Carmate Opera Z, compreso il paraurti anteriore, minigonne, paraurti posteriore e lo spoiler posteriore, che sono stati poi fabbricati e venduti dagli elaboratori giapponesi come Opera Performance per il kit aerodinamico la 350Z RS. Le ultime collaborazioni includono il design interno della Nissan GT-R con la creazione di un dispositivo multifunzione (2007) e la progettazione di parti aerodinamiche per la Amuse GT1 Turbo (2008). Il progetto GT by Citroën con il suo processo di produzione completo è un ulteriore passo nel campo della progettazione di Polyphony Digital.

## Specifiche tecniche

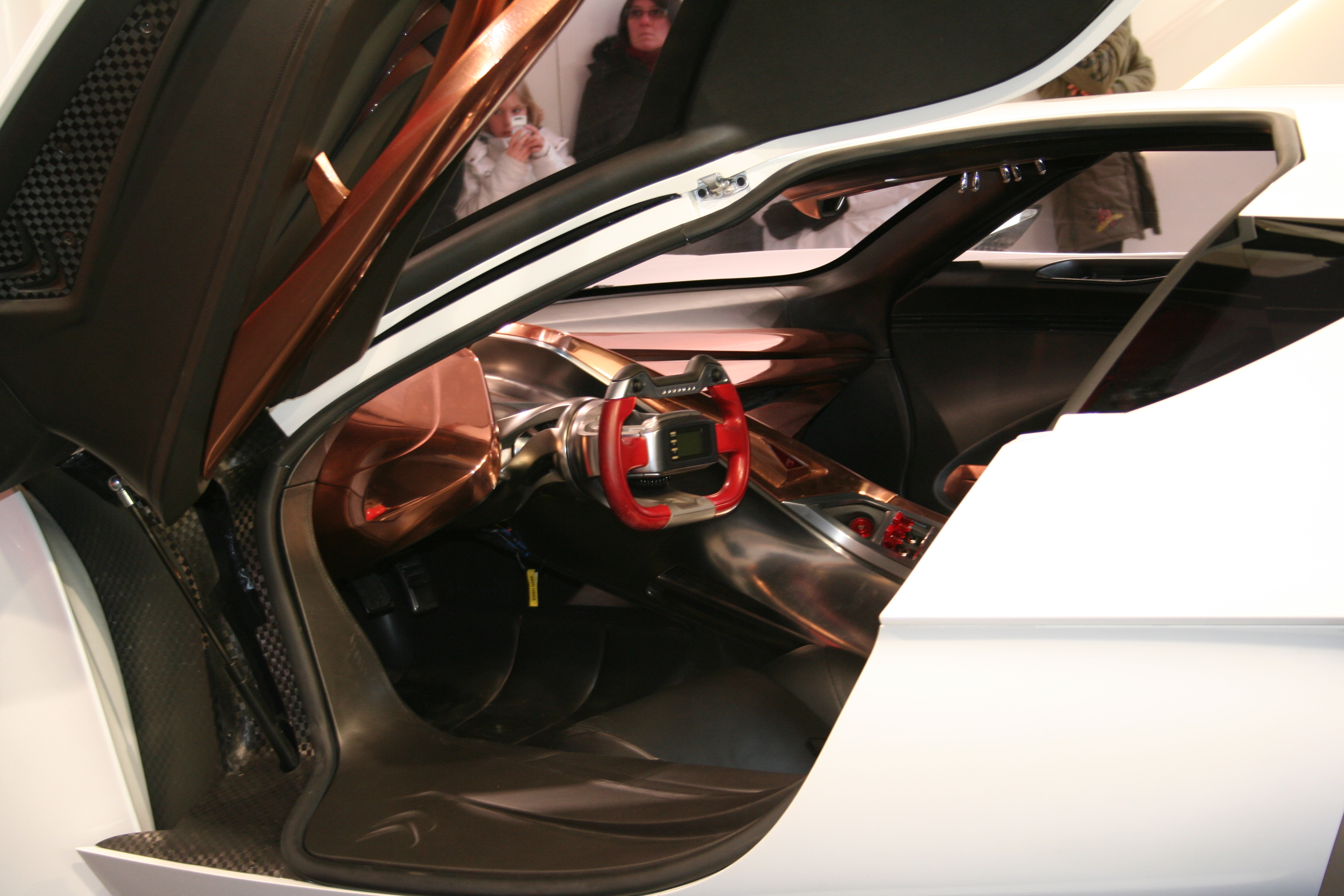
Interni della Gt by Citroën

L'auto è dotata, sia nel gioco che nella forma di Concept car, di due celle al combustibile di idrogeno alimentate da quattro piccoli motori elettrici che complessivamente sviluppano 780 CV. Quando il pilota alla guida rallenta l'energia cinetica viene recuperata e mandata alla batteria.
L'abitacolo è molto futuristico ed è tutto incentrato verso il pilota. Sono stati utilizzati materiali come la fibra di carbonio, ma anche metalli inusuali da trovare in un'auto come il rame che ricopre gran parte del tunnel centrale.
Il peso complessivo è di 1400 kg.

## Possibile produzione
Nel giugno 2009, Citroën ha confermato i piani per la produzione di un numero limitato di GT per la vendita al pubblico. Ne saranno costruite solo 6 e costeranno 1,3 milioni di Euro ciascuna.
Sebbene le specifiche esatte siano ancora da confermare, è estremamente improbabile che venga alimentata da una cella a combustibile a idrogeno come nel gioco. Si pensa piuttosto a un potente V8.
Nel marzo 2010, Citroën annuncia che rinuncerà alla produzione della GT, preferendo così concentrarsi sulla produzione attuale.